# Aleurothrixus ondinae
Aleurothrixus ondinae là một loài côn trùng cánh nửa trong họ Aleyrodidae, phân họ Aleyrodinae.
Aleurothrixus ondinae được Bondar miêu tả khoa học đầu tiên năm 1923.